# Cattedrale dell'Assunzione della Beata Vergine Maria (Pinsk)
La cattedrale dell'Assunzione della Beata Vergine Maria (in bielorusso Кафедральны касцёл Унебаўзяцця Найсвяцейшай Дзевы Марыі?, Kafedral'ny kascël Unebaŭzjaccja Najsvjacejšaj Dzevy Maryi) è una cattedrale cattolica barocca del XVIII secolo a Pinsk, in Bielorussia.

## Storia
La chiesa e l'attiguo monastero francescano sono edifici barocchi, costruiti tra gli anni 1712 e 1730 sul sito di analoghi edifici in legno finanziati nel 1396 dal principe di Pinsk, Sigismondo Kiejstutowicza. Il monastero è stato chiuso nel 1852, mentre la chiesa è stata trasformata in parrocchia e nel 1925 è divenuta cattedrale cattolica della diocesi di Pinsk.

## Descrizione
La cattedrale è una struttura a tre navate con cappelle e presbiterio semicircolare, coperta da un tetto alto. All'incrocio della navata con il coro si erge la torretta con una cupola barocca. Le navate laterali sono molto strette e decisamente inferiori in altezza rispetto alla centrale.
La facciata è riccamente decorata ed ha assunto la forma attuale nel 1766. È leggermente più larga rispetto al corpo del fabbricato ed è strutturata su tre livelli, fiancheggiata da due torri quadrate coperte con cupole barocche.